# Tur i natten
|  | Denne artikel er oprettet af botten PalnaBot ud fra en ekstern database. Den kan derfor have sproglige fejl eller mangler. Denne skabelon kan fjernes efter kontrol af indholdet. |

Tur i natten er en kortfilm fra 1968 instrueret af Ole Roos efter eget manuskript.

## Handling
Et tilfældigt møde mellem to mænd på Storebæltsfærgen og deres natlige biltur over Sjælland er den enkle ydre handling i filmen. En spændt atmosfære hviler fra starten over de to mænds tavse registrering af hinanden. De kommer på mystisk vis i samme bil mod København, hvor der under den hasarderede kørsel udvikler sig en kamp mellem dem med hestekræfterne som eneste håndgribelige våben. Den uvisse slutning giver plads for flere udlægninger af filmen.